# 中枢镇 (泸西县)
中枢镇，是中华人民共和国云南省红河哈尼族彝族自治州泸西县下辖的一个乡镇级行政单位。

## 行政区划
中枢镇下辖以下地区：
长安社区、钟秀社区、焰山社区、迎宾社区、阿庐社区、胜利村、新华村、民主村、瓦窑村、桃笑村、龙甸村、糯布村、西华村、石洞村、立岗村、阿勒村、新寨村、逸圃村、固白村、大兴村、挨来村、阿平村和既比村。